# Осетинська кухня

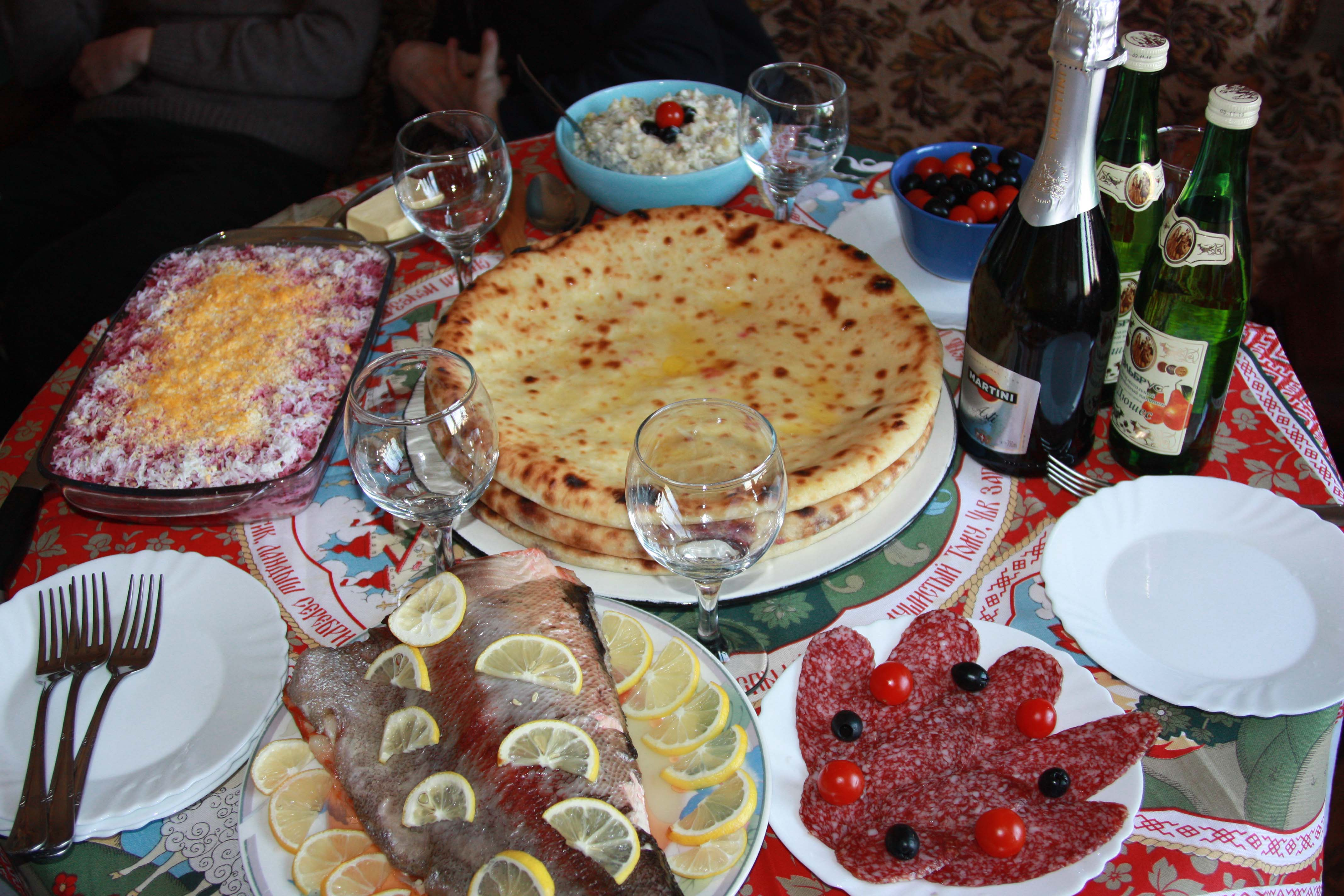

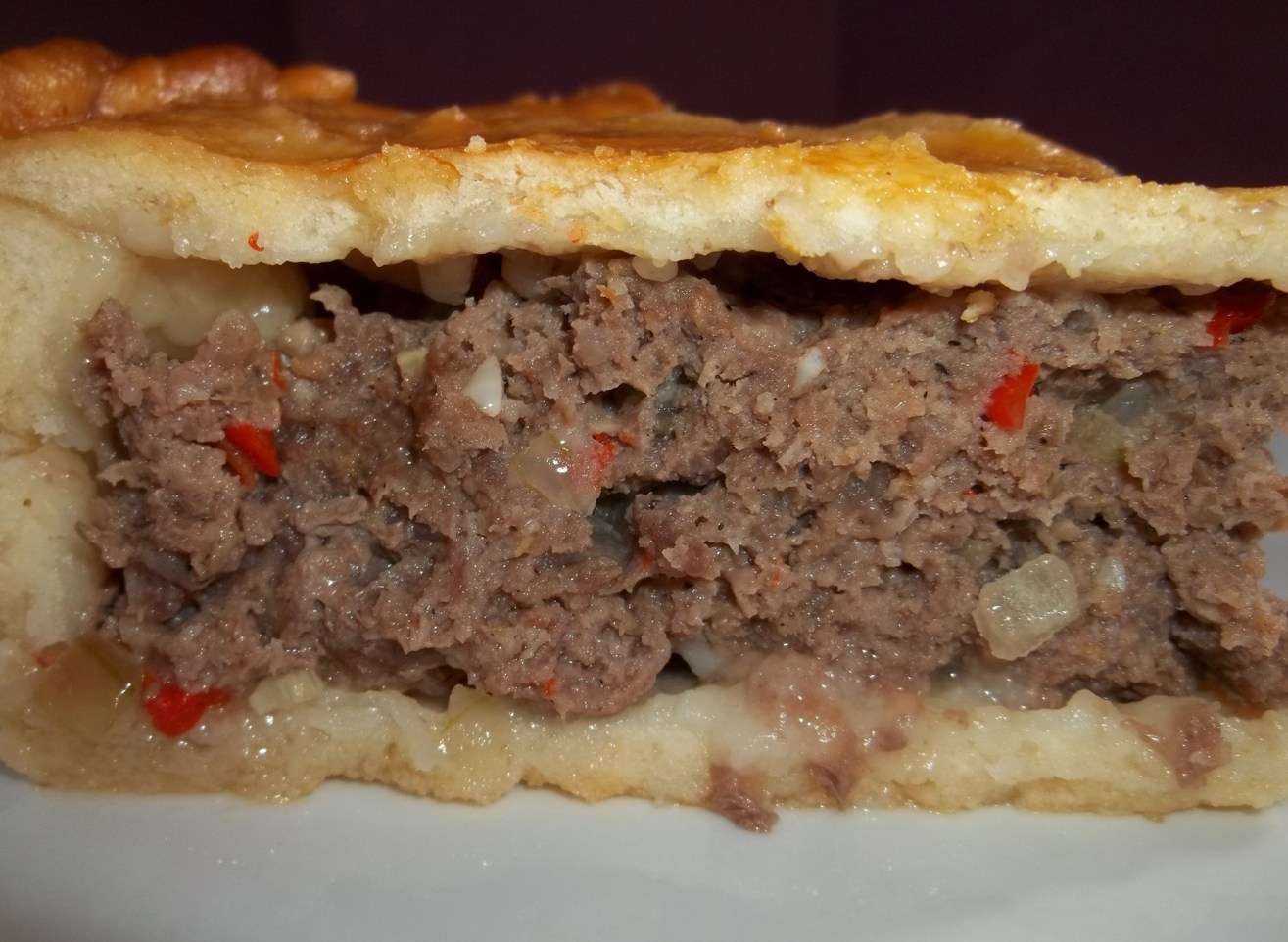
Начинка фиджина

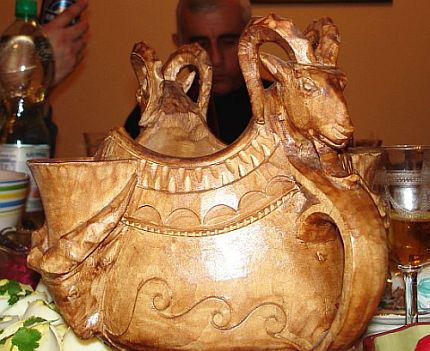
Національна ритуальна чаша для осетинського пива

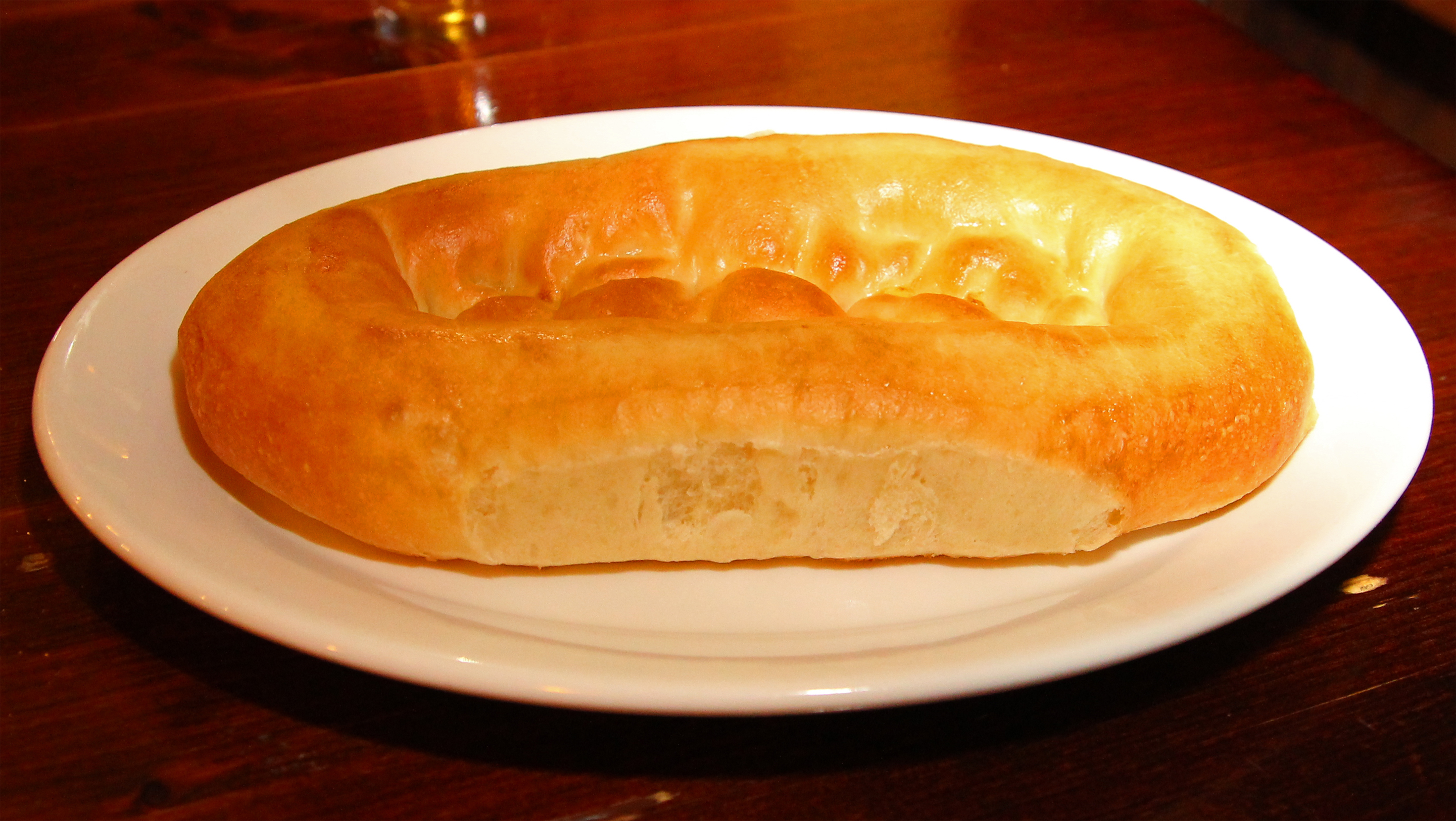

Осети́нська ку́хня — традиційна кухня осетинського народу, яка розвивалась під впливом кочового способу життя алан — пращурів осетин.
Основу кухні складає відварне у казані м'ясо, яке приправляють гострим сметанним соусом (цахдон, нуры цахдон). Другою стравою традиційно вважають пироги (чъиритæ) з різноманітною начинкою. За межами Осетії є відомим осетинський сир та осетинське пиво (бæгæны). Як і всюди на Кавказі, в Осетії поширений шашлик (физонæг).
Через своє географічне розміщення осетини, особливо ті, які живуть у горах, харчувались бідно. Звичайною їжею для них був чебурек (ос. кæрдзын), який запивали пивом, молоком або водою. Також готували популярні у народі вівсяні страви бламык, хомыс и калуа. У наш час ці страви не готують.

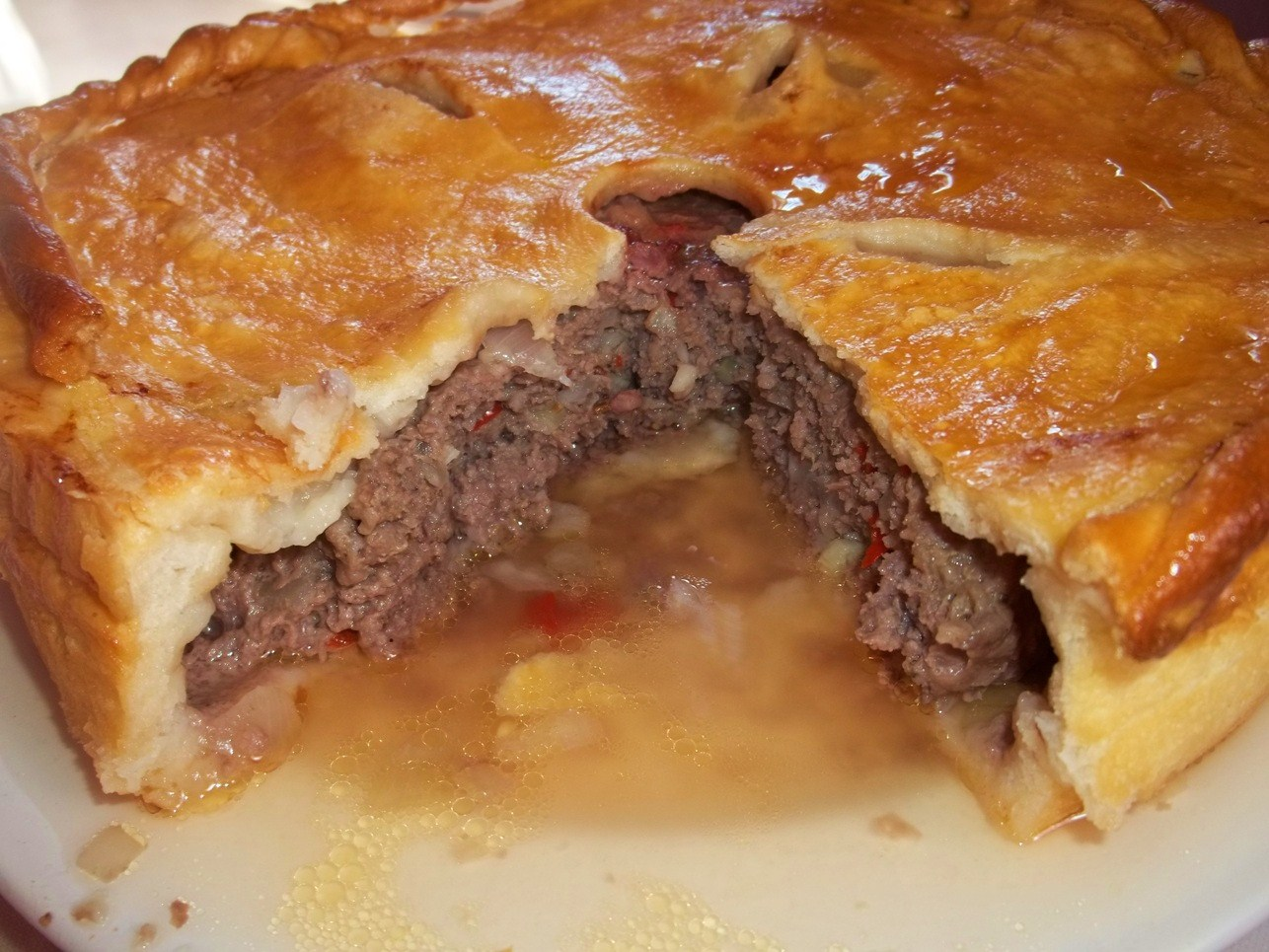
Розрізаний фидджин

Важливою стравою на осетинському столі були пироги. Їх начинка може бути різною: картопля, м'ясо, сир, листя буряка, гарбуза, капусти, черемхи. Пироги готують з дріжджового тіста. Найпопулярніший з цих пирогів — пиріг з м'ясом, фидджин (ос. фыдджын). Фидджин — обов'язкова страва на званих вечерях. З пирогами пов'язаний важливий осетинський обряд.
Серед національних напоїв найулюбленішими були ронг, пиво, арака, брага, квас. Відсутність ронгу у сучасній осетинській кухні пояснюється тим, що монголи витіснили аланів зі степів у гори. Це вплинуло на те, що вони перестали займатись бджільництвом. Відомі також спиртні напої двайно (арака подвійного перегону) та «напій Тутира» (ос. Тутыры нозт, суміш араки з квасом).
Осетинське пиво є відомим на території Північного Кавказу та РФ. Іноземні мандрівники відмічали високі смакові якості цього напою. За переказами, пиво вперше зварила Шатана — головна героїня нартського епосу осетин.
Осетинський сир відомий своїм смаком. Його використовують для приготування різних страв, наприклад, сихтчине (ос. цыхтджын, частіше має назву «олібах» уæлибах), пироги з сиром.
Страви з м'яса найчастіше готують на свята, тому що в горах не можна було добути багато м'яса, а скотину використовувала як грошовий еквівалент.
У радянський час осетинська кухня розвивалась під впливом російської та європейської кухонь.

## Страви
Основними стравами осетинської кухні є осетинські пироги.
- Давонджин (осет. давонджын, дабонгун) — пироги з листям черемхи та осетинським сиром;
- Кабускаджин (осет. къабускаджын, къабускагун) — пироги з подрібненою капустою та сиром; (у Південній Осетії з додаванням подрібненого волоського горіха)
- Картофджин (осет. картофджын, картофгун) — пиріг з картоплею та сиром;
- Насджин (осет. насджын, насгун) — пироги з подрібненим гарбузом;
- Уалибах, Хабизджин (осет. уалибах/уаливых, хæбизджын, æхцин, цихтгун) — пиріг круглої форми з осетинським сиром;
- Артадзихон (осет. æртæдзыхон, сæфсат) — пиріг трикутної форми з сиром;
- Фиджин (осет. фыдджын, фидгун) — пиріг з подрібненим м'ясом, (наприклад, яловичиною) та гострим перцем з часником;
- Фиджин з коров'ячими нутрощами — пиріг з нутрощами корови (двічі вареною кишкою, далі подрібненою) з соком, сушеним червоним перцем, часником, з цибулею з додаванням сметани;
- Хъадурджин (осет. хъæдурджын, хъæдоргун) — пиріг з квасолею;
- Цахараджин (осет. цæхæраджын, дзæхæрагун) — пиріг з бурячинням та сиром;
- Балджин (осет. балджын, балгун) — солодкий пиріг з вишні;
- Када — здобна булка.
- Дзика — ситна сирно-борошняна каша.
- Дзарна — бобова закуска.

## Напої
- пиво (осет. бæгæны);
- квас з хліба або фруктів (осет. къуымæл);
- міцний алкогольний напій (осет. арахъ (арака);

Південні осетини також займаються виноробством.